# Pterusa ruficollis
Pterusa ruficollis är en stekelart som först beskrevs av Stelfox och Graham 1950.  Pterusa ruficollis ingår i släktet Pterusa och familjen bracksteklar. Inga underarter finns listade i Catalogue of Life.